# FK Teteksz
A Teteksz, vagy városnévvel Teteksz Tetovo (macedónul: Фудбалски Клуб Тетекс Тетово, magyar átírásban: Fudbalszki Klub Teteksz Tetovo) egy macedón labdarúgócsapat, székhelye a Tetovo városában található. Jelenleg a macedón élvonalban szerepel.
Legnagyobb sikerét 2010-ben érte el, mikor elhódította a nemzeti kupát.

## Névváltozások
- 1953–1961: Teksztilec Tetovo

1961 óta jelenlegi nevén szerepel.

## Története
A klubot textilgyári dolgozók alapították Teksztilec név alatt 1953-ban. A „szabók” becenévre hallgató alakulat az ősi városi csapat, az 1919-ben alapított FK Ljuboten árnyékából bújt elő, majd egyre nagyobb népszerűségre tett szert. Míg a Ljuboten keretét kizárólag a városban született és nevelkedett labdarúgók alkották, addig a textilgyári csapatba pumpált rengeteg pénz hatására Jugoszlávia egész területéről áramoltak a tehetségesnél tehetségesebb, ifjú vagy már pályafutása alkonyán levő játékosok. Ennek eredménye a macedón nemzeti liga bajnoki címeiben igazolódott, melyet 1965-ben, 1969-ben, 1974-ben és 1985-ben nyert el.
Az 1981–82-es szezonban a jugoszláv élvonalat is megjárt Teteksz az első független macedón labdarúgó-bajnokság élvonalába nyert besorolást, azonban kiesett, és csak a 2008–2009-es idényben jutott fel ismét.
A klub egy német nagyvállalat, az UFA médiacsoport tulajdonában van.

## Sikerei
- Macedón kupa

Győztes: 1 alkalommal (2010)

## Külső hivatkozások
- Hivatalos oldal (macedónul)
- Adatlapja a macedonianfootball.com-on (angolul)
- A Macedón Labdarúgó-szövetség hivatalos oldala (macedónul), (angolul)